# Vincent van Gogh

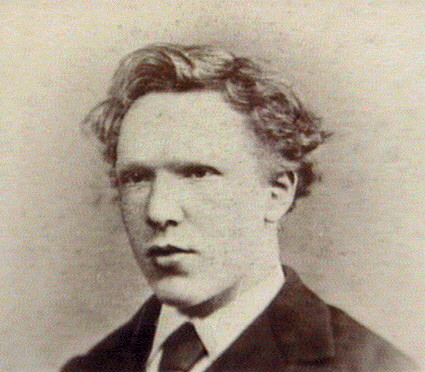
Vincent van Gogh, 1872.

Vincent Willem van Gogh, född 30 mars 1853 i Zundert i Noord-Brabant, död 29 juli 1890 i Auvers-sur-Oise i Val-d'Oise, var en nederländsk målare, tecknare och grafiker. Han tillhör den moderna konstens och expressionismens främsta föregångare. 
van Gogh var en postimpressionistisk målare som hör till de mest berömda och inflytelserika personerna i den västerländska konstens historia. Under loppet av föga mer än ett decennium skapade han ungefär 2100 konstverk, inklusive 860 oljemålningar, de flesta under sina sista två levnadsår. Konstverken är bland annat landskap, stilleben, porträtt och självporträtt och de karaktäriseras av djärva, symboliska färger och dramatiska, impulsiva och uttrycksfulla penseldrag som bidrog till grundandet av den moderna konsten. Efter år av fattigdom och mental sjukdom begick han självmord vid en ålder av 37 år.
van Gogh var prästson och tecknade redan som barn och var allvarlig, tyst och tankfull. Som ung man arbetade han som konsthandlare, ofta på resande fot, men han blev deprimerad efter att han förflyttats till London. Han vände sig till religionen och tillbringade en tid som missionär i södra Belgien. Senare drev han omkring med dålig hälsa och i ensamhet. Han började måla år 1881 efter att ha flyttat tillbaka till sina föräldrar. Hans yngre bror Theo understödde honom finansiellt och de två upprätthöll en lång korrespondens.
van Goghs tidiga arbeten, mest stilleben, genremåleri och återgivning av jordbruksarbetare, uppvisar mycket få tecken på livliga färger som karaktäriserar hans senare arbeten. År 1886 flyttade han till Paris, där han träffade personer som hörde till avantgardet, bland andra Émile Bernard och Paul Gauguin, som reagerade mot impressionismens känslighet. Allteftersom hans arbete utvecklades skapade han ett nytt sätt att ta sig an stilleben och landskap. Hans målningar blev mer skarpa i färgen. Hans stil realiserades till fullo under en kreativ och fruktbar period i Arles i södra Frankrike 1888. Under denna period breddade han sitt register av motiv till att inkludera olivträd, cypresser, vetefält och solrosor.
van Gogh led av psykotiska episoder och vanföreställningar och trots att han oroade sig för sin mentala stabilitet, misskötte han ofta sin hälsa genom att inte äta ordentligt och genom att dricka mycket alkohol. Hans vänskap med Gauguin avslutades efter att han hade hotat fransmannen med ett rakblad och i ett vredesutbrott hade skurit av en bit av sitt eget vänstra öra. Han blev intagen på mentalsjukhuset i Saint-Rémy-de-Provence vilket ledde till en av de mer produktiva perioderna i hans liv. När han skrev ut sig själv därifrån flyttade han till Auvers-sur-Oise strax utanför Paris och kom där under vård av homeopaten och konstnären Paul Gachet. Den 27 juli 1890 sköt van Gogh sig själv i bröstet med en revolver. Skadorna från detta skott gjorde att han dog två dagar senare.
Han sålde endast några få målningar under sin livstid; berömmelsen kom först efter hans död. van Gogh lever i allmänhetens föreställningsvärld och är urtypen för det missförstådda geniet, konstnären i vilken galenskapen och kreativiteten sammanstrålar. Hans ryktbarhet började växa i det tidiga 1900-talet, när inslag i hans målnings-stil anammades av Fauves och tyska expressionister. Han uppnådde vida spridd framgång hos kritiker och allmänhet och kommersiellt under de följande decennierna och är ihågkommen som en viktig men tragisk målare, vars problematiska personlighet personifierade det romantiska idealet av den plågade konstnären.

## Biografi

### Tidiga år
Vincent van Goghs föräldrar var den protestantiske prästen Theodorus van Gogh och Anna Cornelia Carbentus, dotter till en hovbokbindare i Haag. År 1864 gick van Gogh ut skolan i Zundert och fortsatte på ett internat i Zevenbergen och därefter i en protestantisk skola i Tilburg. Mellan år 1866 och 1868 gick van Gogh i skola i Tilburg, där han fick målarlektioner av konstnären Constant Cornelis Huijsmans (1810–1886). Hans syster Elisabeth du Quesne-van Gogh berättade senare om den unge brodern i en minnesbok, där han beskrevs som en världsfrånvänd och butter yngling vars käraste sysselsättning var att gå på upptäcktsfärd i naturen för att samla växter, djur och fågelbon. Den 30 juli 1869 anställdes han i den holländska filialen av den franska konstfirman Goupil & Co i Haag, där han efterhand lärde känna den samtida konsten: Haagskolan med Israels, Maris o.a, Fontainebleauskolan med framför allt Camille Corot och Jean-François Millet och bland de franska koloristerna Eugène Delacroix och Adolphe Monticelli, vilka han beundrade stort.

#### Breven
År 1872 började van Gogh brevväxla med brodern Theo. I denna brevväxling kan man, med undantag för Paristiden då han bodde hos Theo, följa honom fram till hans död. Den berättar om hans konst; motiv, arbetssätt och teorier. På sommaren 1873 flyttade han över till Goupils Londonkontor och blev förälskad i en ung kvinna, Eugenie, dotter till hans hyresvärdinna Ursula. Brodern Theo hade vid årets början inträtt i yrket vid filialen i Bryssel. Två år senare fick han avslag på sitt frieri till Eugenie, vilket framkallade en långvarig depression. Han förflyttades till Goupils huvudkontor i Paris, men återkom till London i december.
van Gogh blev i mars 1876 avskedad från Goupil. Han sökte då och fick platsen som extralärare i en skola i Ramsgate i England. Något senare blev han extralärare och hjälppredikant vid Jones metodistskola i Isleworth, en förstad till London, där han visade sig vara en bra predikant. År 1877 flyttade han tillbaka till Holland, där han från januari till april arbetade i en bokhandel i Dordrecht. Efter faderns exempel och med erfarenheterna från London mognade nu hans beslut att bli präst. van Gogh flyttade i maj till Amsterdam för att studera, där han fick bo hos en farbror som var konteramiral. Han läste latin och  grekiska för inträdesexamen till teologiska fakultet vid universitet. I juli 1878 efter 14 månaders studier gav han dock upp. Planen var för långsiktig, och van Gogh var för otålig.
Efter att under sex månader ha arbetat som lekmannapredikant i Le Boringe, samt genomlidit sin så kallade "ruggningstid", beslutade han sig i juli 1880 för att bli konstnär.

### Etten, Drenthe och Haag
Från oktober 1880 till på våren 1881 studerade han teckning för Anton Mauve i Bryssel. Han flyttade därefter hem till föräldrarna i Etten, i närheten av sin födelseby i Holland. van Gogh bröt med föräldrarna i december 1881 och flyttade till Haag där han träffat en kvinna han ville leva med. Åren 1882 till 1883 fick han i början på "Haagperioden" undervisning av sin kusin Anton Mauve, en välkänd målare ur den så kallade Haagskolan. Den kvinna van Gogh levde tillsammans med var tre år äldre än han och hette Clasina Maria Hoornik; van Gogh kallade henne Sien. Hon var sömmerska, som när han lärde känna henne hade en femårig dotter och var havande. Sien och hennes barn blev van Goghs käraste modeller. Han sa sig då ha fått "en ateljé med en vagga och en barnstol där det inte finns något som står stilla utan där allting inbjuder och eggar till verksamhet."

### De sista åren
van Gogh flyttade till Frankrike i mars 1886, där han bodde och hade sin ateljé i brodern Theos våning i Paris, uppe på Montmartre. Han var verksam i Paris fram till 1888 och påverkades där starkt av den nya impressionismen. År 1886 studerade han vid konstakademin i Antwerpen. Därefter flyttade han in hos sin bror Theo i Paris, där han i fyra månader arbetade i Fernand Cormons ateljé. 
I Paris blev han bekant med konstnärerna Émile Bernard, Paul Gauguin, Henri de Toulouse-Lautrec, Paul Signac och Camille Pissarro och kom i kontakt med pointillismen. Från 1888 hyrde han en liten lägenhet i "Gula huset" i Arles i södra Frankrike, där han utvecklade en personlig, färgstark konst med kraftig, rörlig penselteknik och ofta stark känsloladdning, en stil som förebådar expressionismen. Här tillkom bland annat de välkända solrosmålningarna och en rad självporträtt och porträtt av andra.

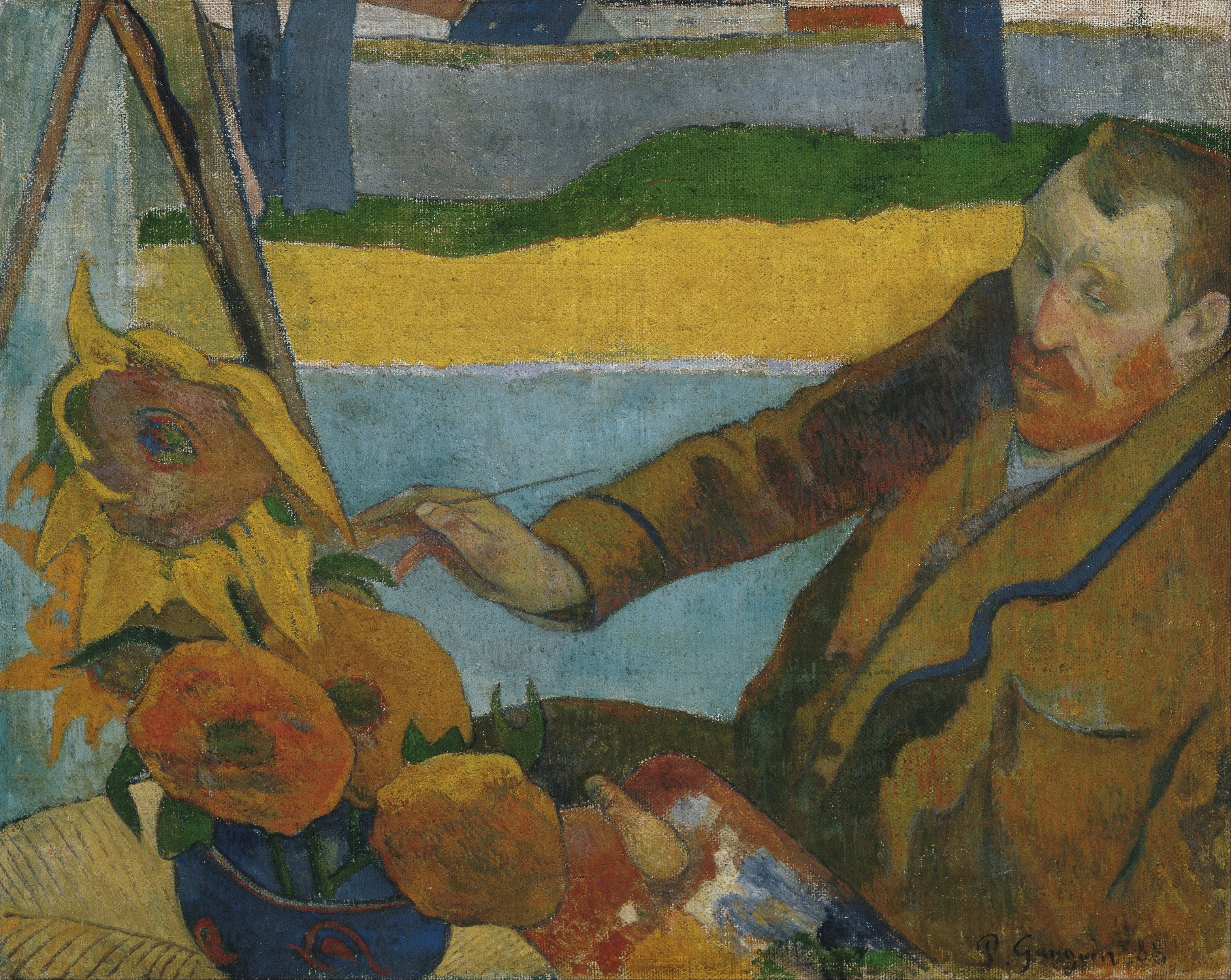
Paul Gauguins målning Vincent van Gogh målar solrosor från 1888, året då de två bodde ihop i Arles.

Till Arles bjöd van Gogh i september 1888 in Gauguin, och i två månader bodde och målade de tillsammans i Gula huset – under ständiga diskussioner. Senare under hösten drabbades van Gogh av psykiska problem och kom i gräl med Gauguin. Allmänt har det ansetts att van Gogh hotade Gauguin med ett rakblad och att han senare skar av en bit av sitt vänstra öra, som han slog in i tidningspapper och gav till en prostituerad vid namn Rachel. 2009 gav dock tyska forskare som studerat polisrapporter, vittnesuppgifter och brev mellan de båda konstnärerna en annan tolkning av episoden med den avskurna öronsnibben. Enligt dem var Gauguin förövaren, och han ska under ett gräl mellan de två ha sårat van Gogh med ett svärd. Episoden ägde rum utanför en bordell i Arles, och grälet gällde en prostituerad. Enligt de båda forskarna, konsthistorikerna Hans Kaufmann och Rita Wildegans, skulle Gauguin sedan ha övertalat van Gogh att tiga om vad som egentligen skett. De tyska forskarnas teorier, som publicerades i boken van Gogh's Ear: Paul Gauguin and the Pact of Silence, har dock inte accepterats av kuratorerna vid van Gogh-museet i Amsterdam.
Efter ovanstående episod lämnade Gauguin omgående Arles, och kort därefter blev van Gogh intagen på ett mentalsjukhus i Saint-Rémy-de-Provence.
De sista två månaderna i sitt liv bodde van Gogh i Auvers-sur-Oise, där han vårdades av doktor Paul Gachet. Hans höga arbetstakt fortsatte, och här tillkom bland annat Porträtt av dr Gachet och Kyrkan i Auvers. Hans hälsa tycktes förbättras, men i en plötslig depression sköt han sig själv och avled kort därefter, 29 juli 1890. 
År 2011 framkastade de två författarna Steven Naifeh och Gregory White Smith i en ny biografi över van Gogh en teori att det påstådda självmordet i själva verket skulle vara ett vådaskott av två pojkar, vars identiteter van Gogh velat skydda. Påståendet blev emellertid direkt ifrågasatt av van Gogh-experter.
Vincent van Gogh ligger begravd i Auvers-sur-Oise i Val-d'Oise i Frankrike.

## Arv
Vincents van Goghs tidiga målningar skildrar proletär- och bondeliv, till exempel Potatisätarna (1885). Senare inspirerades han av impressionismen och hans konst utvecklades i en riktning som förebådade expressionismen, däribland de kända solrosmålningarna.
Hans liv är ett gripande livsöde, som kan följas tack vare all brevkorrespondens som han och hans bror Theo hade med varandra. Den bevarade korrespondensen till Theo, målarkamraterna och släkten omfattar 750 brev. Ett urval, Brev till Theo, i översättning av Karin Alin utgavs 1939. Korrespondensen från de sista 70 dagarna finns på svenska (De sista sjuttio dagarna, översättning: Ingar Gadd) gavs 2004 ut av Bakhåll. Författaren Carl Nordenfalk har skrivit en bok om van Gogh och hans liv, Vincent van Gogh: en livsväg (1943).

## I Nazityskland
Det som fanns av van Gogh på tyska museer beslagtogs av propagandaministeriet i Nazityskland 1937, då hans verk definierades som Entartete Kunst. Det var fem oljemålningar, Der Garten Daubignys (1890), Liebespaar (1888) och Kornfeld mit Mäher (1889) på Kronprinzenpalais i Berlin den 30 oktober 1937, Porträtt av dr Gachet (1890) på Städelsches Kunstmuseum i Frankfurt am Main den 1 december 1937 och Selbstbildnis (1888) på Neue Pinakothek i München den 2 mars 1938. Ödet för två av målningarna, Liebespaar / Geliefden och Kornfeld mit Mäher / Korenveld met maaier, är ännu "okänt", därför att deras proveniens inte kan spåras efter Hermann Göring 1940. De tuin van Daubigny / Der Garten Daubignys tillhör sedan 1974 Hiroshimas konstmuseum, från Göring 1938 via Amsterdam och samlare i New York. Porträtt av dr Gachet gick samma väg till New York, auktionerades på Christie's 1990 till en samlare i Tokyo, såldes 1996 okänt till vem. Selbstbildnis / Zelfportret förvarades i Schloss Schönhausens värdedepå till 1939 då målningen såldes i schweiziska Luzern på auktionen "Målningar och skulpturer av moderna mästare från tyska museer" för 175 000 Sfr till samlaren Maurice Wertheim i New York. 1951 skänktes den ur Wertheims dödsbo till Fogg Museum i Cambridge, Massachusetts.

## Verk i urval, efter period

### Nuenen och Antwerpen (1883–1886)

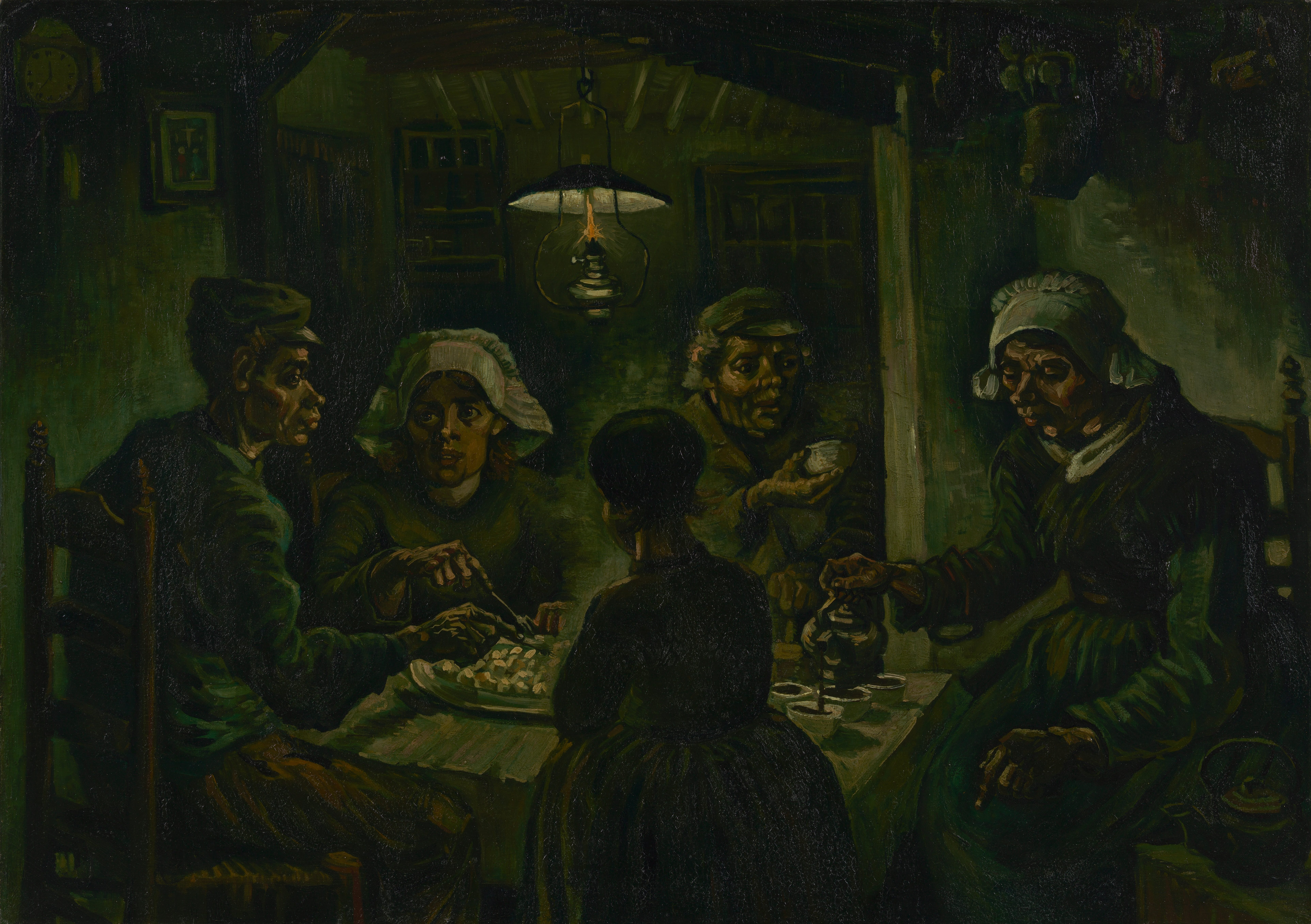
Potatisätarna, 1885. van Gogh-museet, Amsterdam.
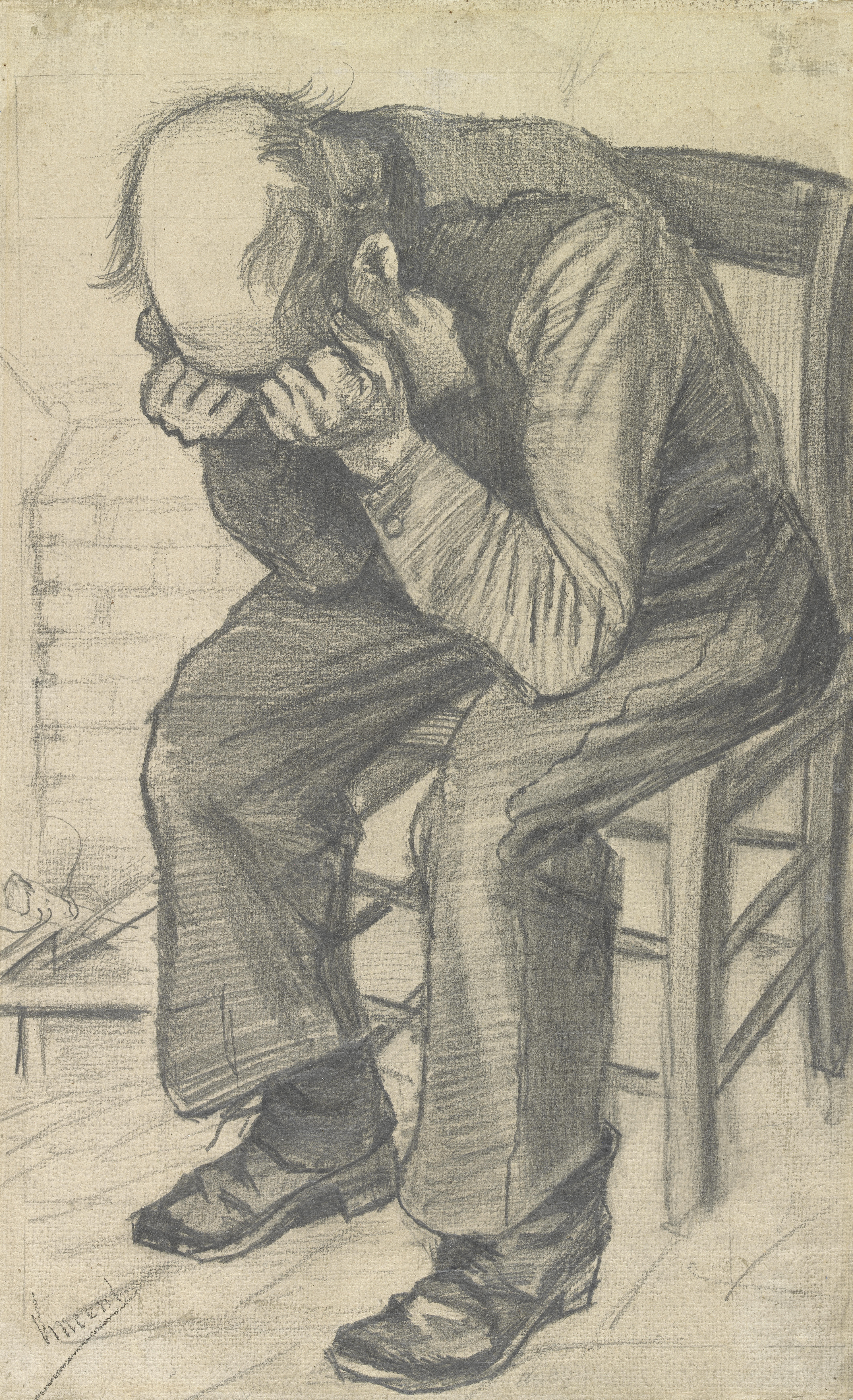
Utsliten eller En teckning av en gammal man som sitter på en stol med sitt huvud i sina händer, penna på vattenfärgat papper, 1882. van Gogh-museet, Amsterdam.
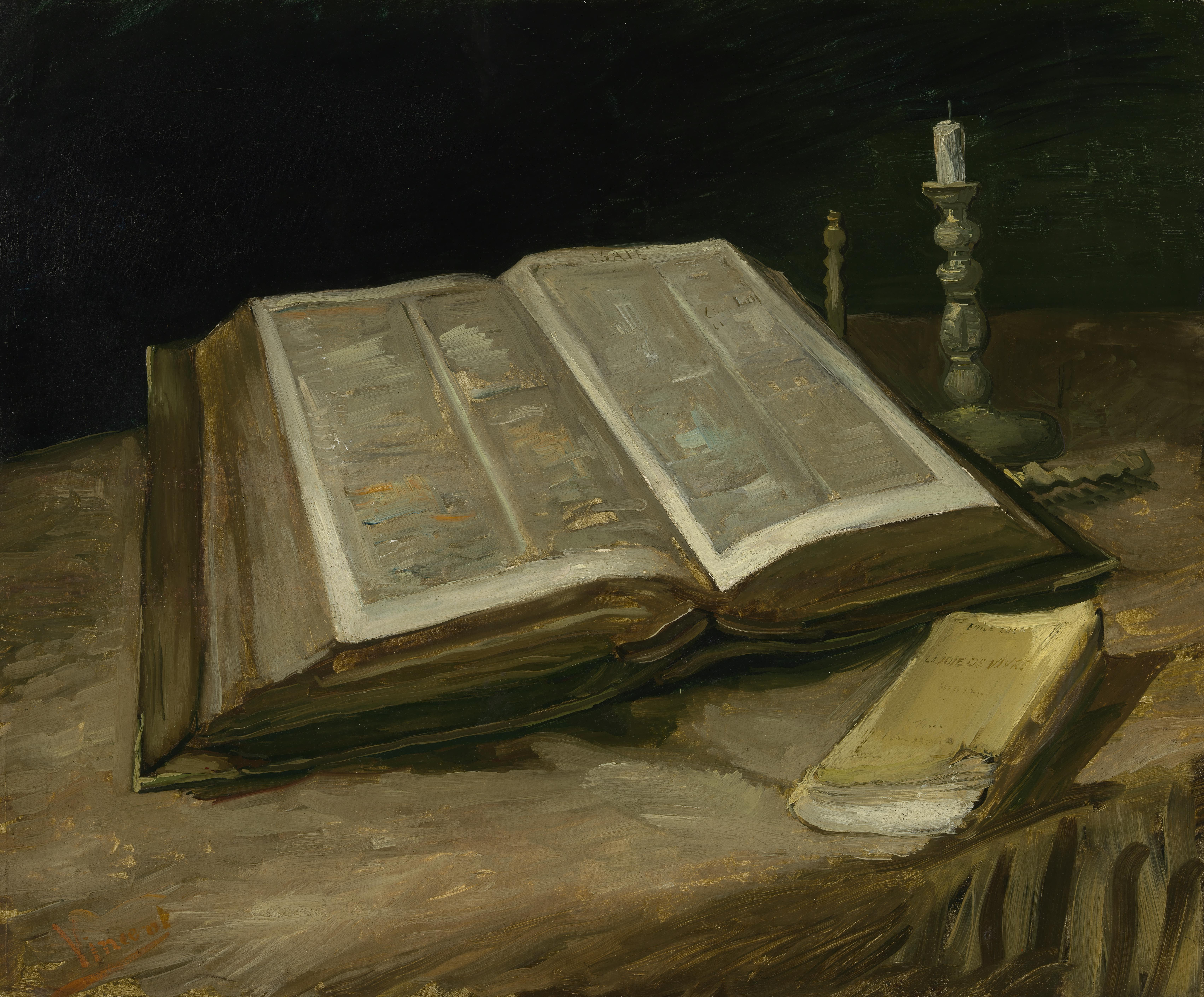
Stilleben med bibel, en teckning av en stor öppen bibel ovanpå ett bord, 1885.  van Gogh-museet, Amsterdam.
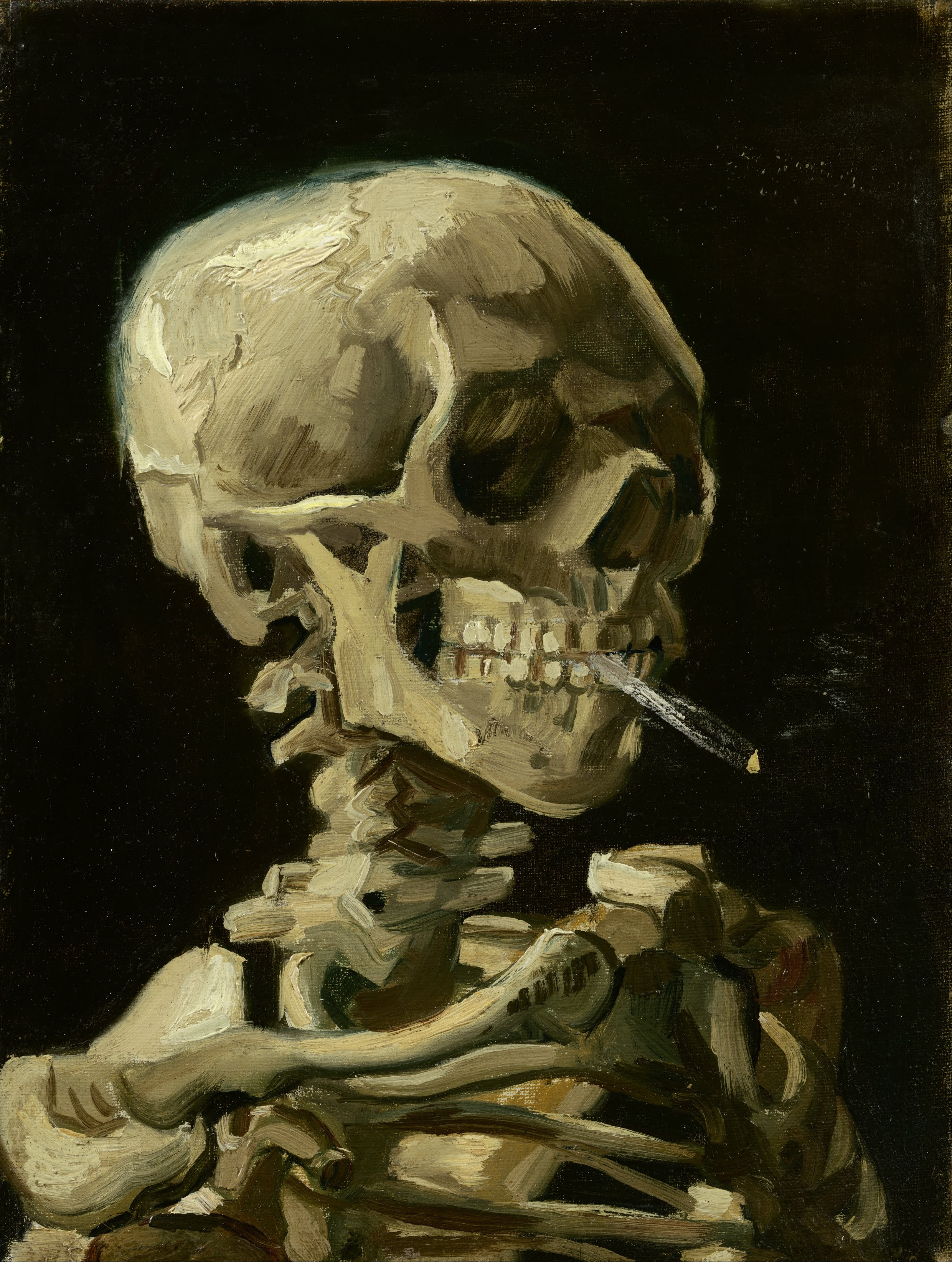
Skeletthuvud med brinnande cigarett, 1885-1886. van Gogh-museet, Amsterdam.
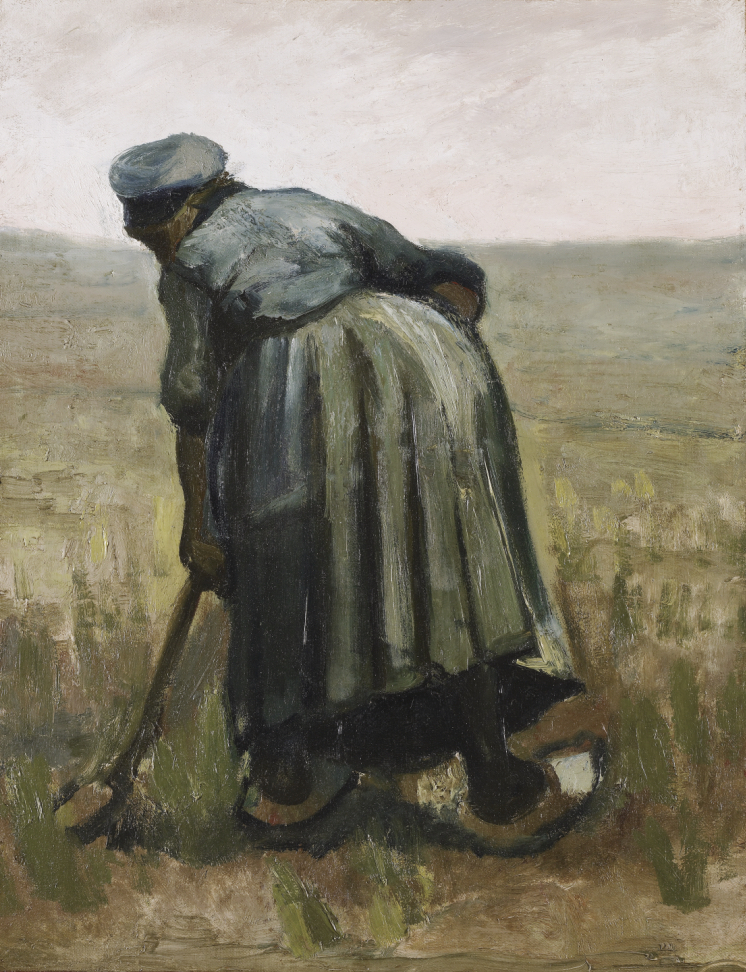
Bondkvinna som gräver eller Kvinna med spade, sedd bakifrån, 1885. Konstmuseet i Toronto, Ontario, Kanada (AGO). (The Art Gallery of Ontario, AGO).

### Paris (1886–1888)
Ukiyo-e (japanska: 浮世絵, Bilder av den förbiflytande världen") är japanska skildringar av vardagslivet, vanligen träsnitt, men även målningar.

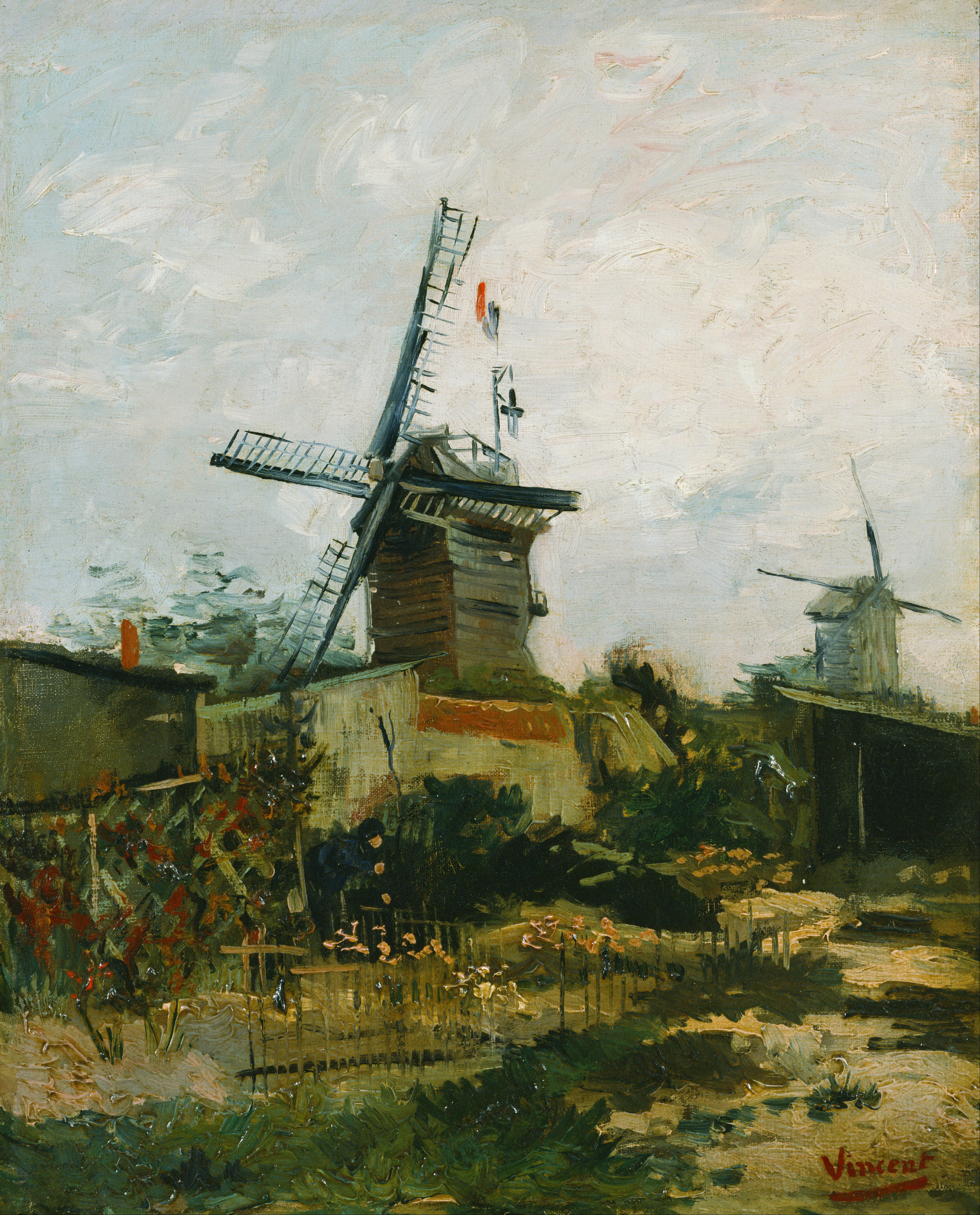
Le Moulin de Blute-Fin (1886) från Le Moulin de la Galette- och Montmartre-serierna. (Artizon Museum, Tokyo).
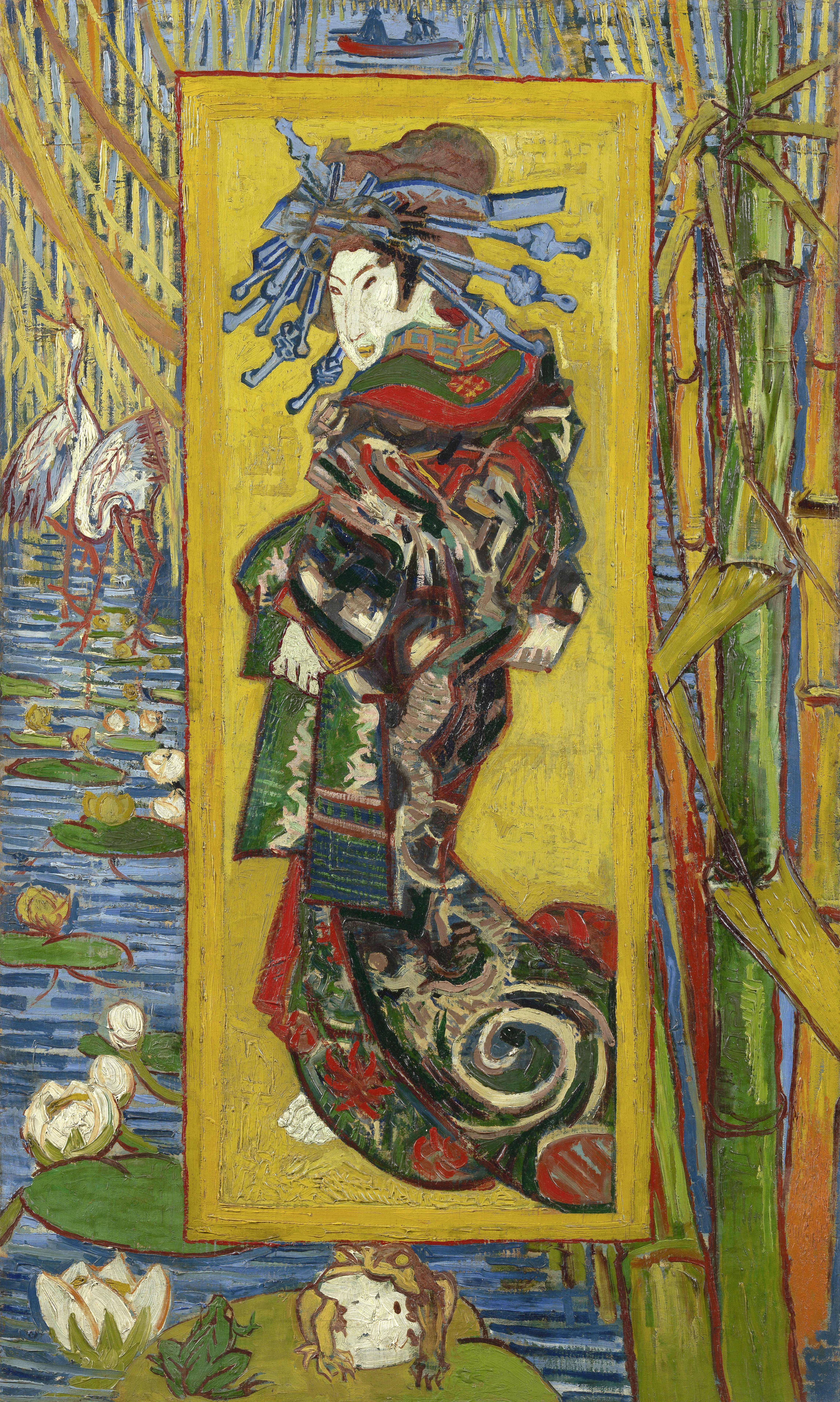
En japansk kvinna tittar till vänster i en målning i Ukiyo-e-stil eller Courtesan (efter Keisai Eisen), 1887. van Gogh-museet, Amsterdam.
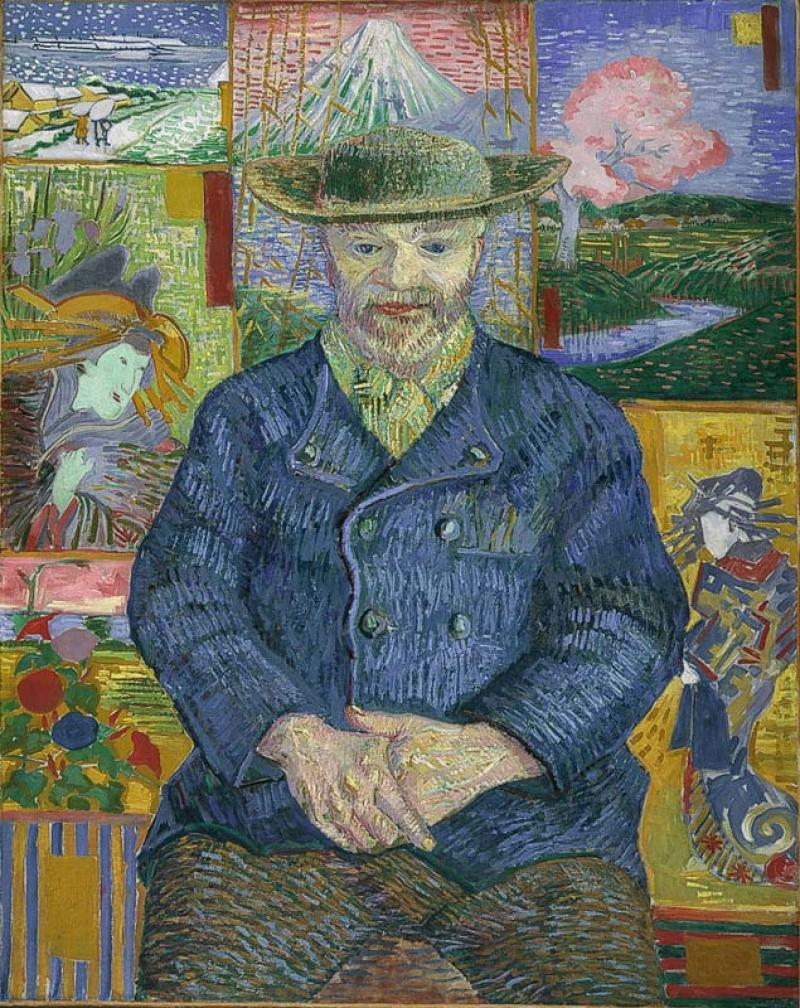
Porträtt av Père Tanguy, 1887. Musée Rodin i Paris.
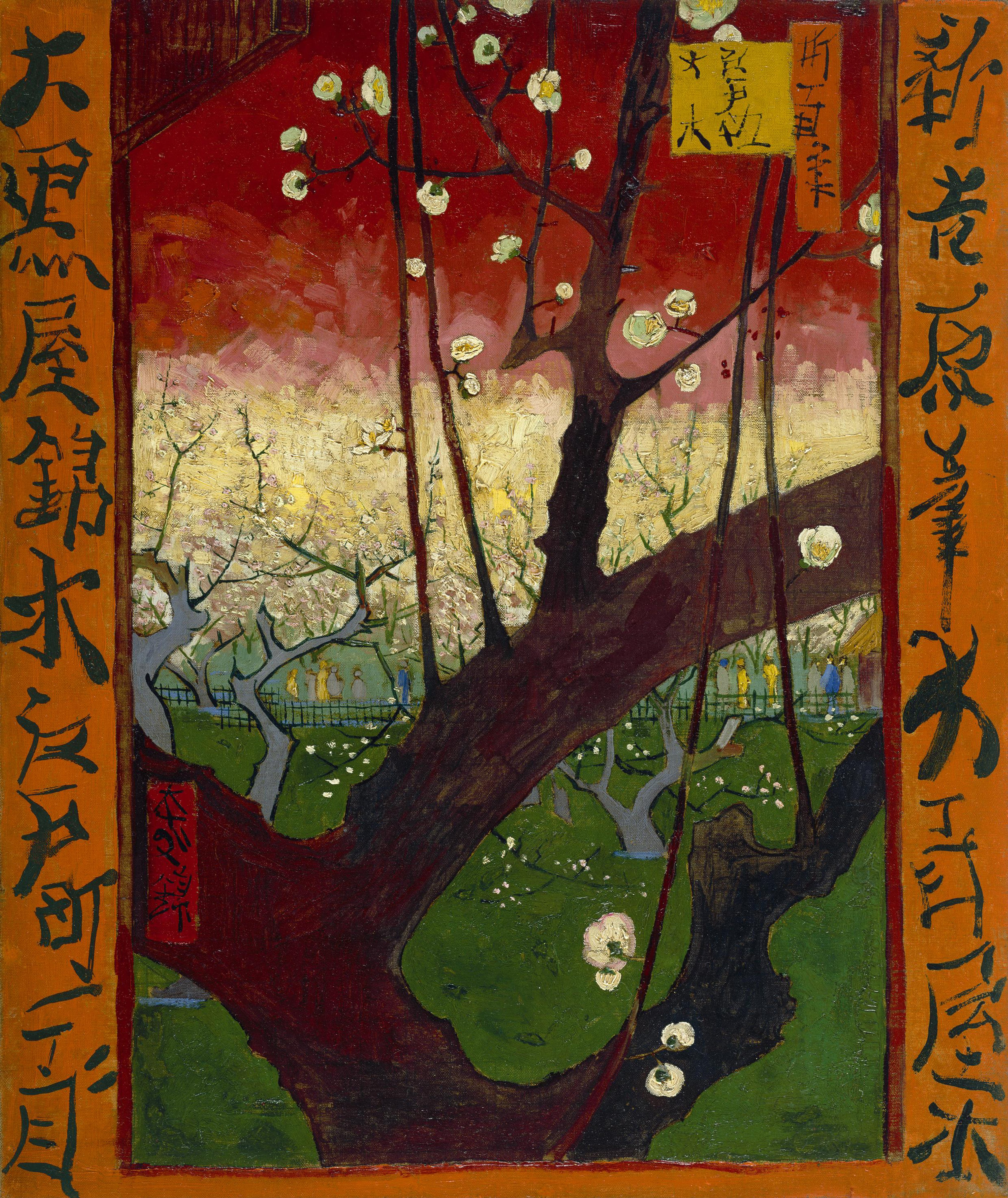
Närbild av en trädgren och landskap i bakgrunden, i Ukiyo-e-stil eller Blommande plommonträdgård (efter Ando Hiroshige), 1887. van Gogh-museet, Amsterdam.
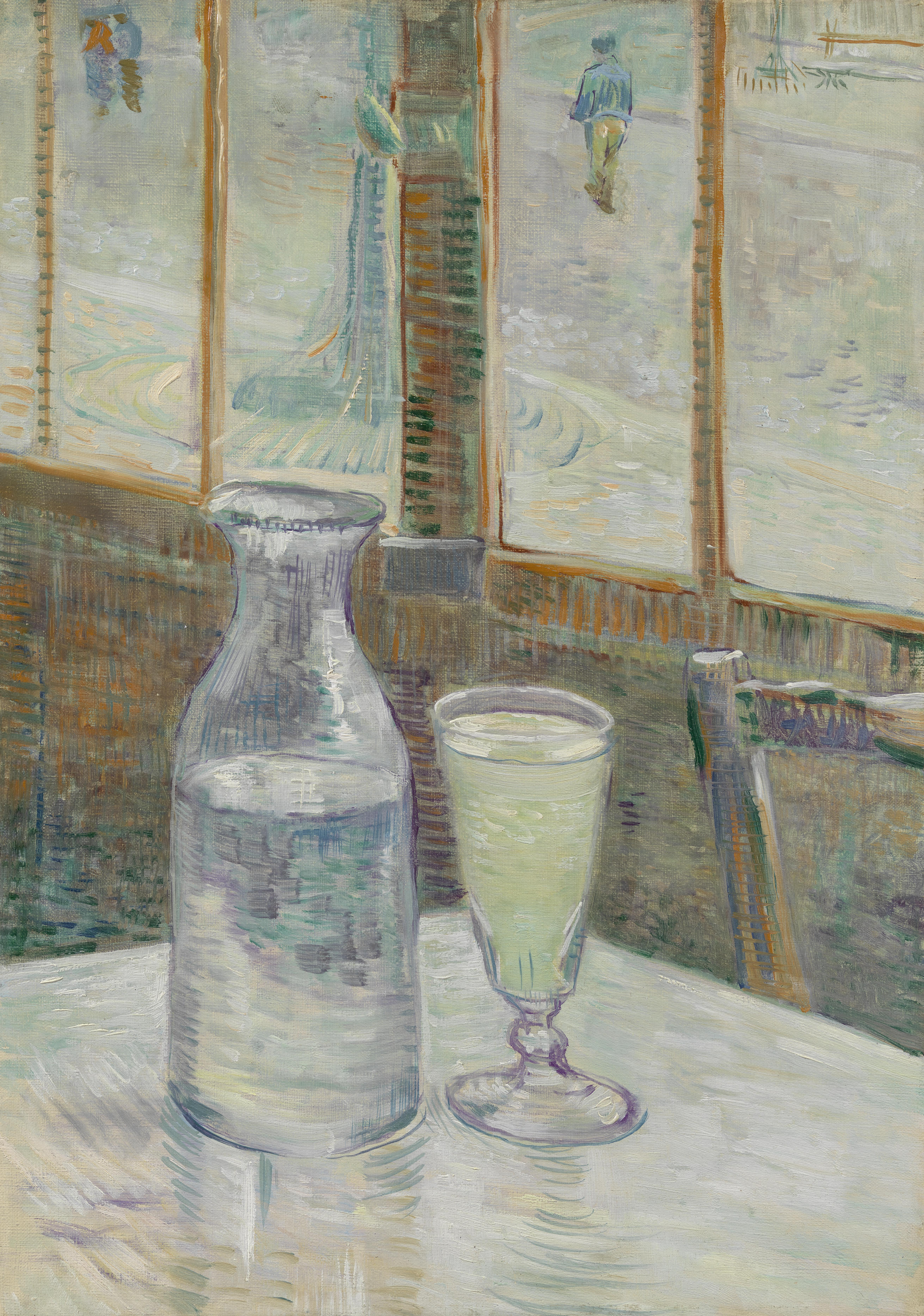
Cafébord med absint, 1887. van Gogh-museet, Amsterdam.

### Arles (1888–1889)

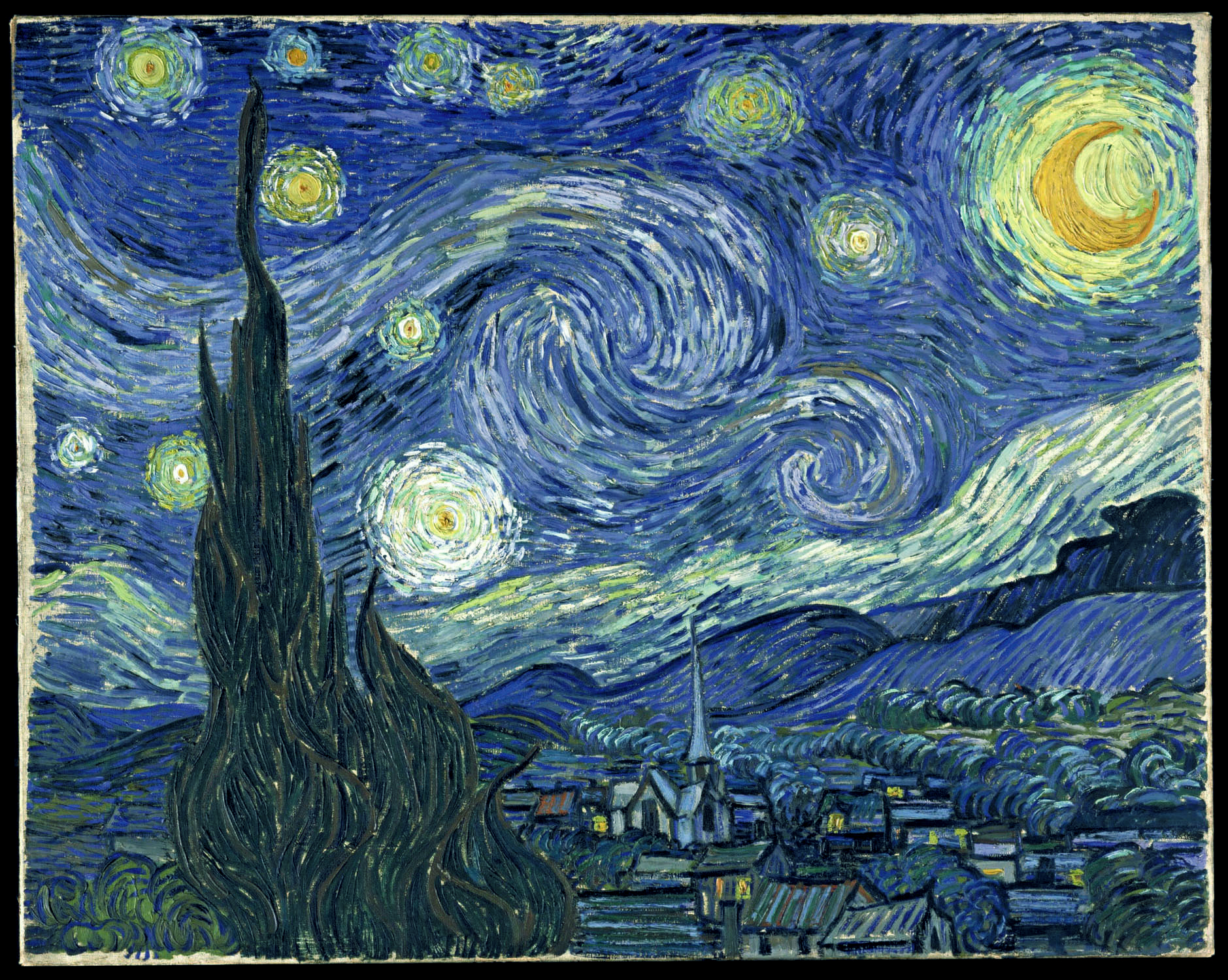
Stjärnenatt, 1889. Museum of Modern Art, New York.
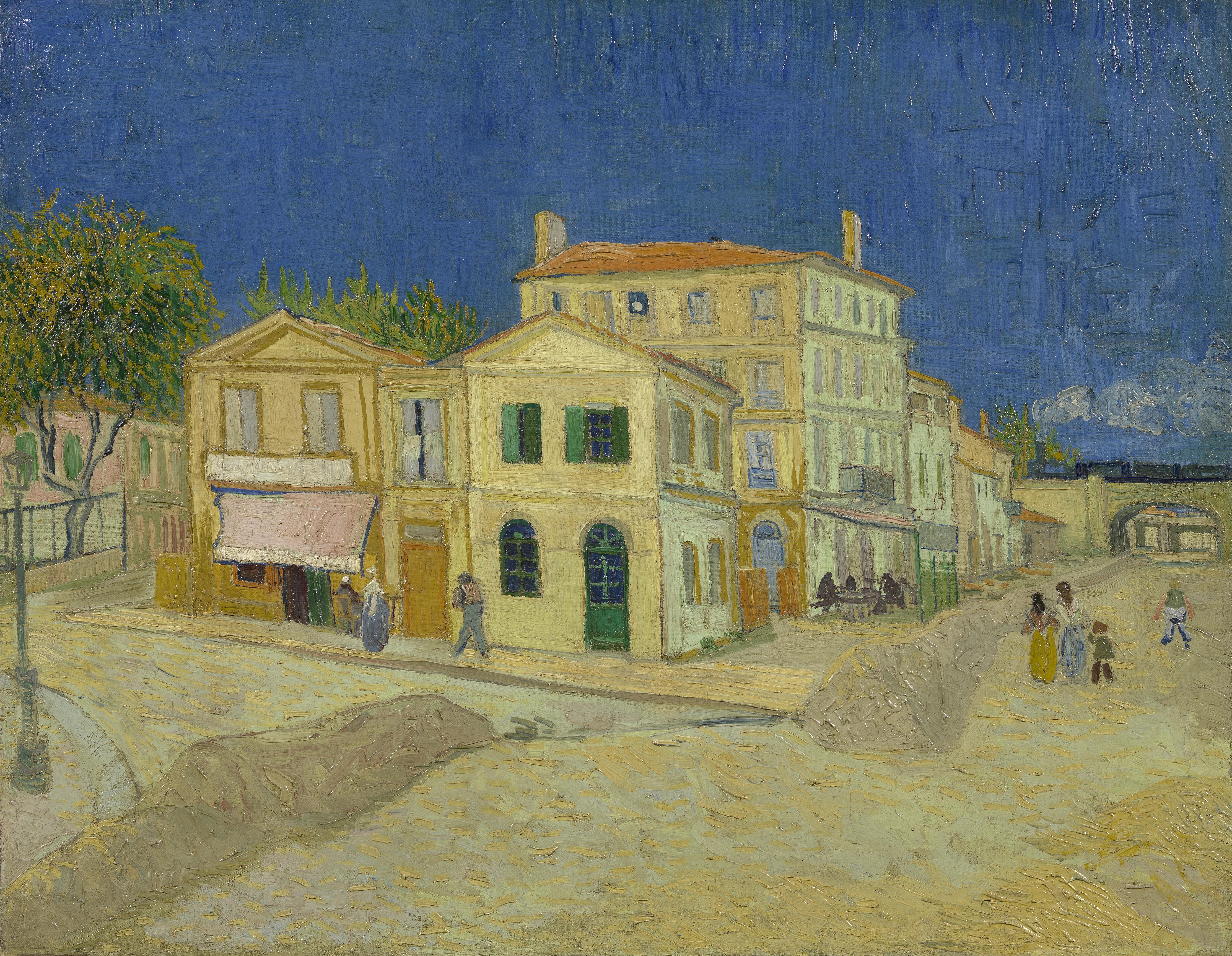
Gula huset eller Ett stort hus under en blå himmel, 1888. van Gogh-museet, Amsterdam.
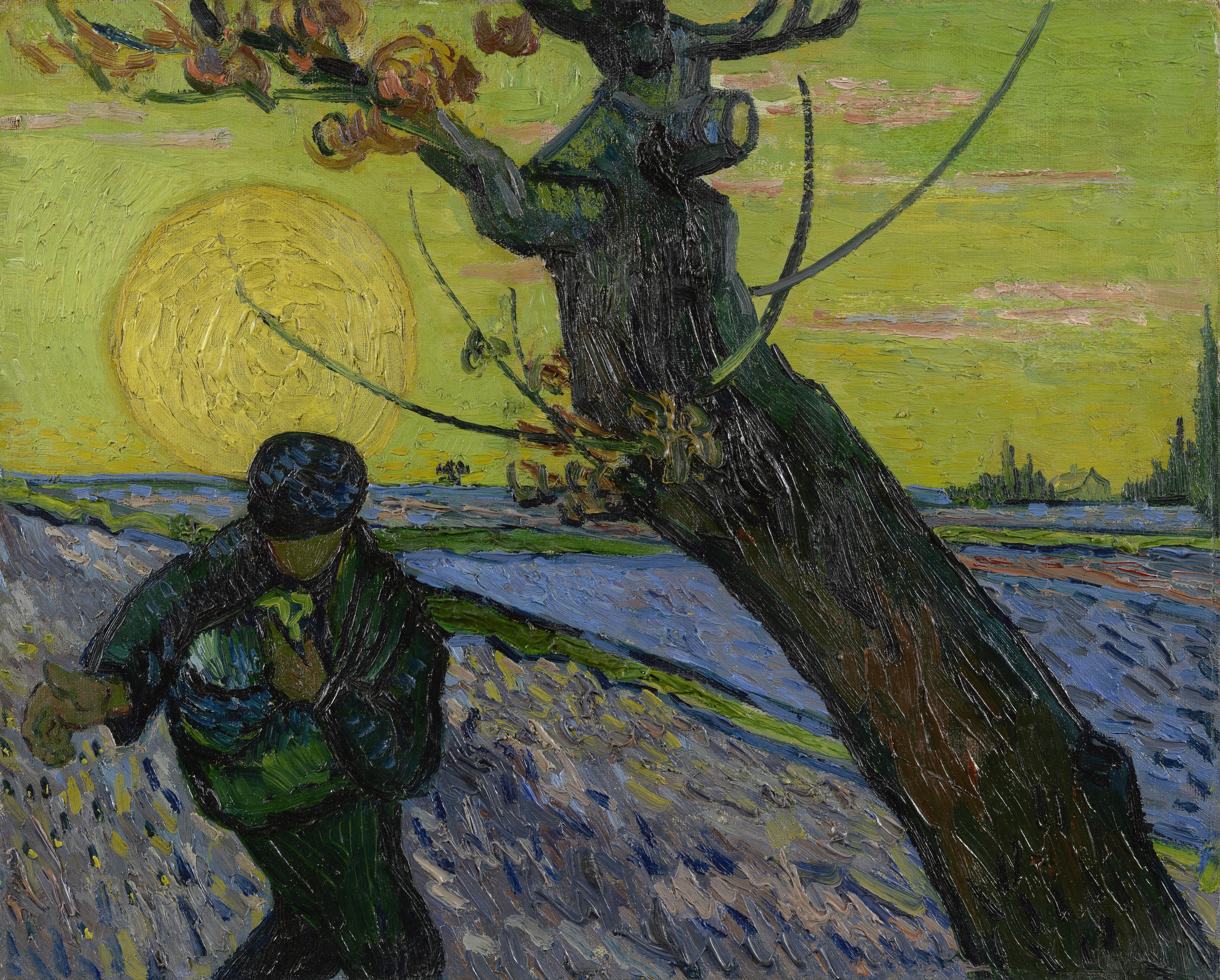
Såningsmannen, 1888. van Gogh-museet, Amsterdam.
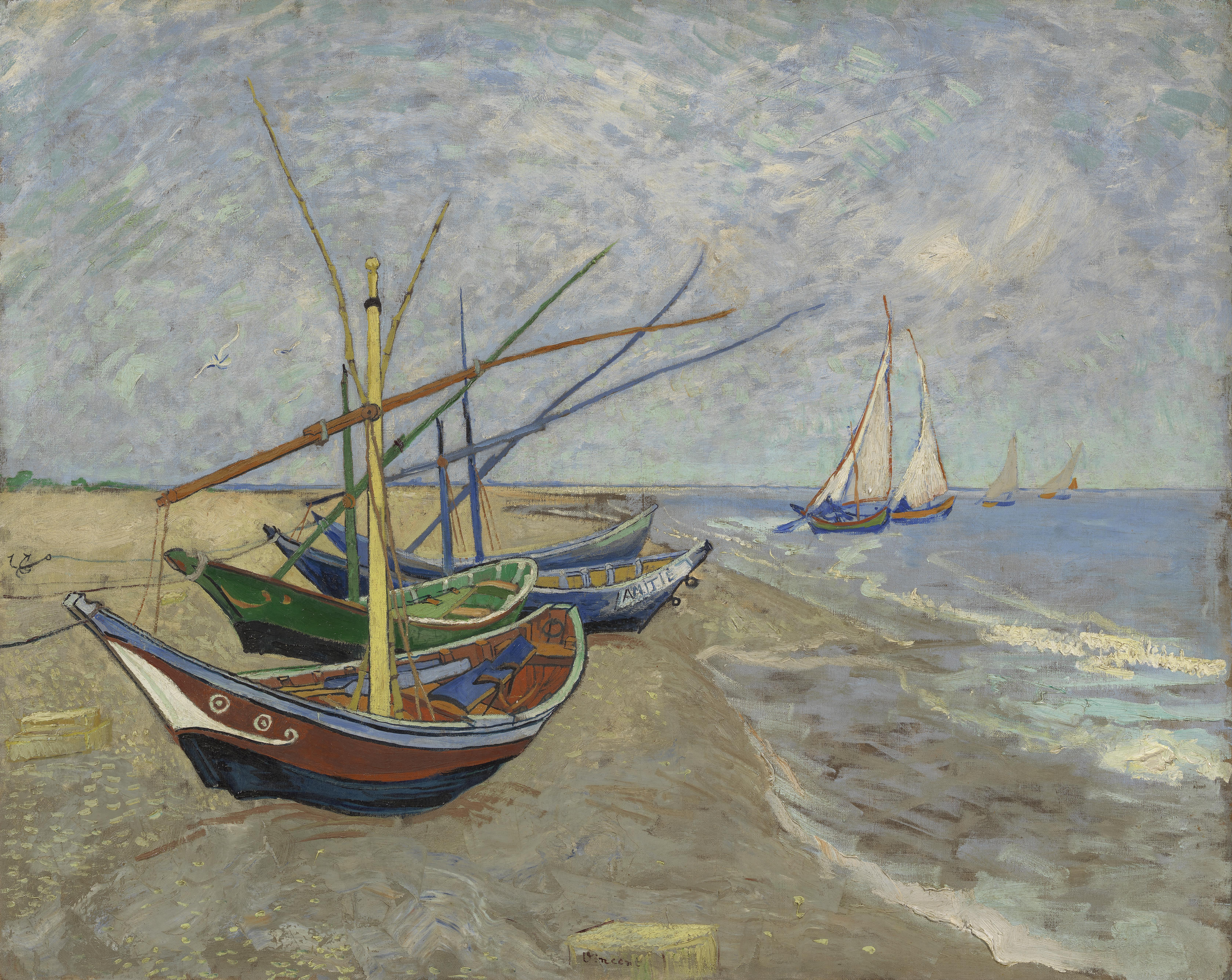
Vid havets kant fyra båtar på vattnet i bakgrunden; i förgrunden är fyra båtar på den torra sanden på stranden eller Fiskebåtar på stranden vid Saintes-Maries, juni 1888. van Gogh-museet, Amsterdam.
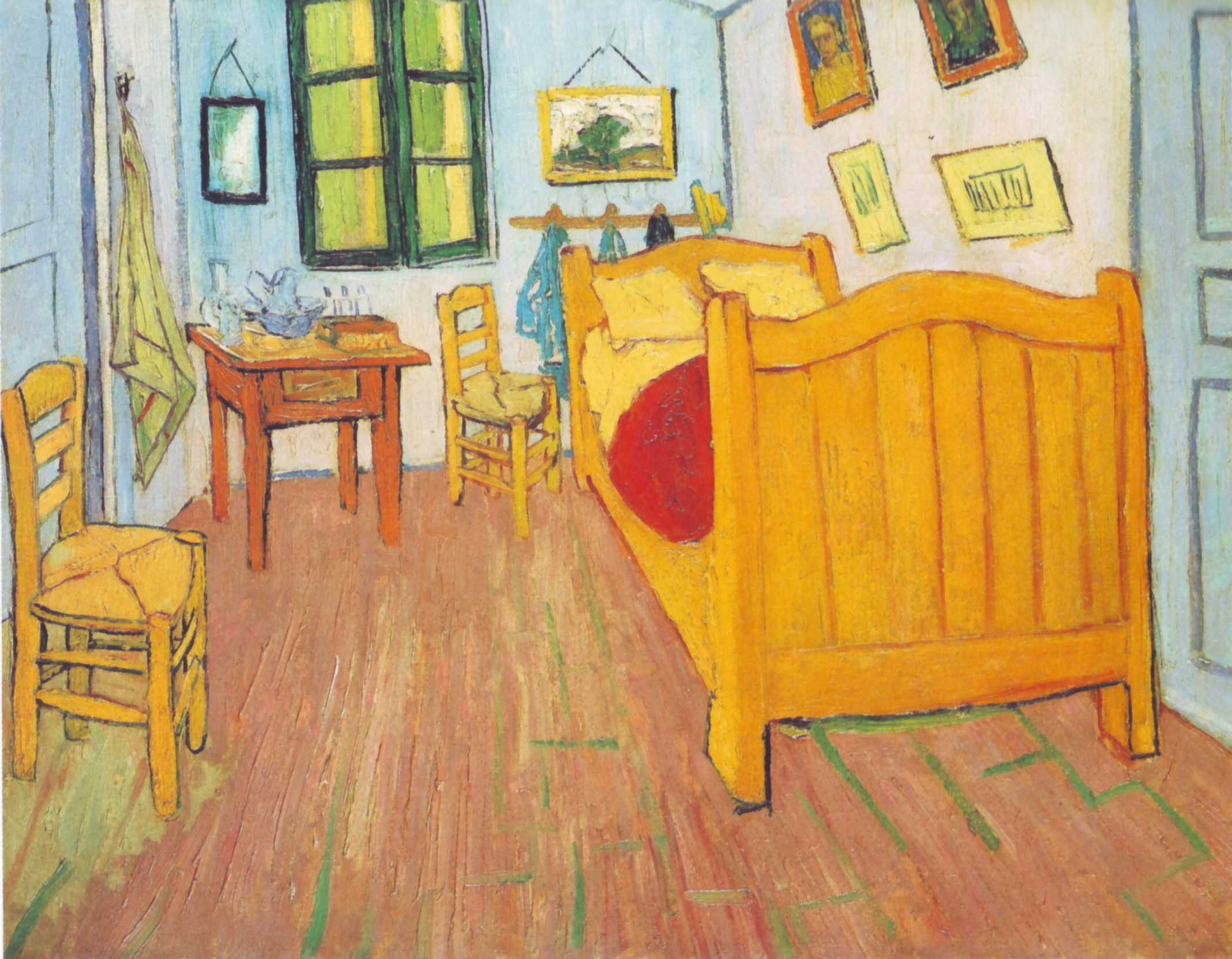
Ett litet rum med målningar på väggen, två stolar, en enkelbädd och ett bord eller Sovrum i Arles, 1888. van Gogh-museet, Amsterdam.
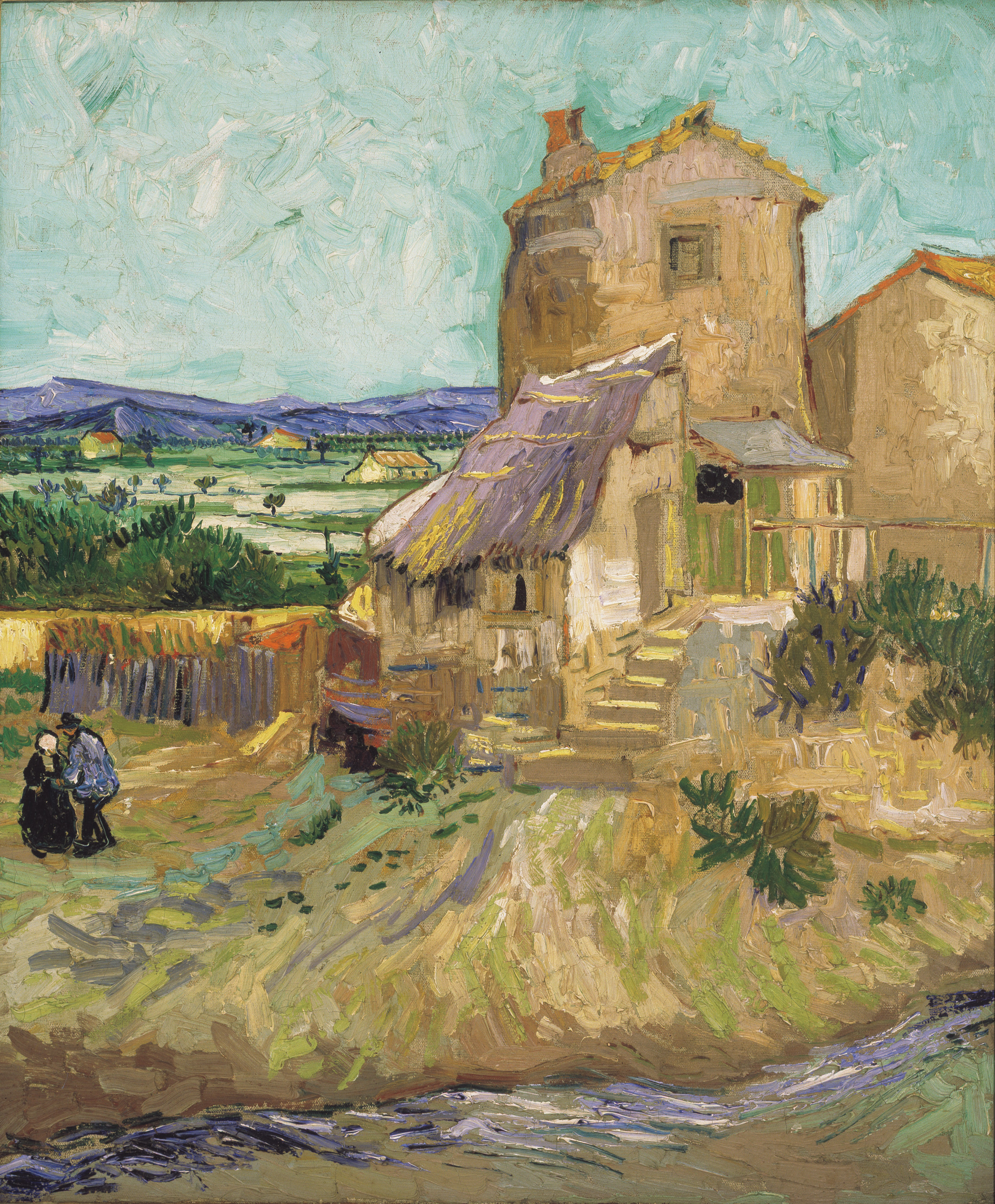
En stor byggnad under en klar himmel med landskap i bakgrunden och två människor på nära avstånd eller Den gamla kvarnen, 1888. Albright-Knox Art Gallery, Buffalo, New York.
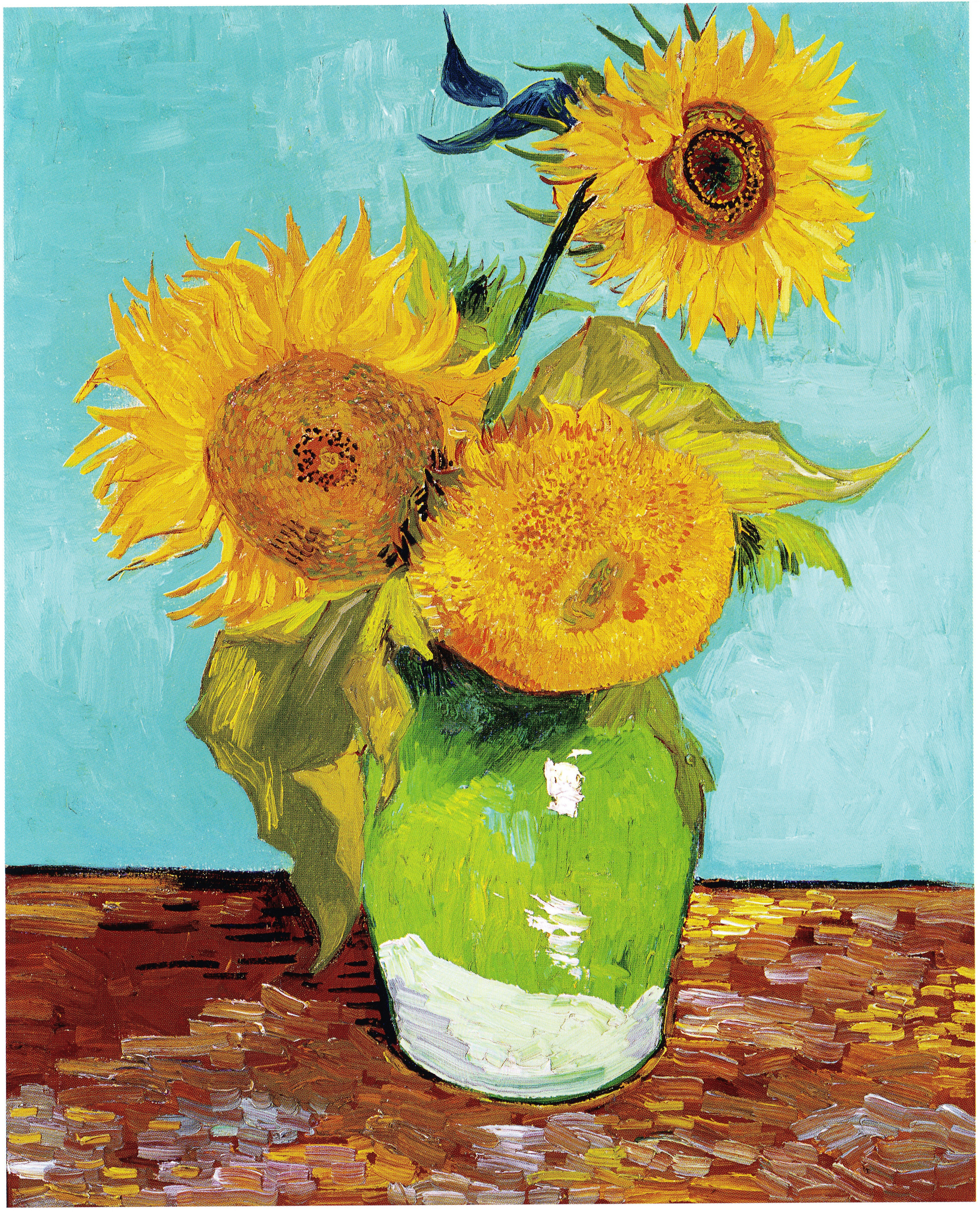
Solrosor, första versionen: turkos bakgrund. Privat samling.
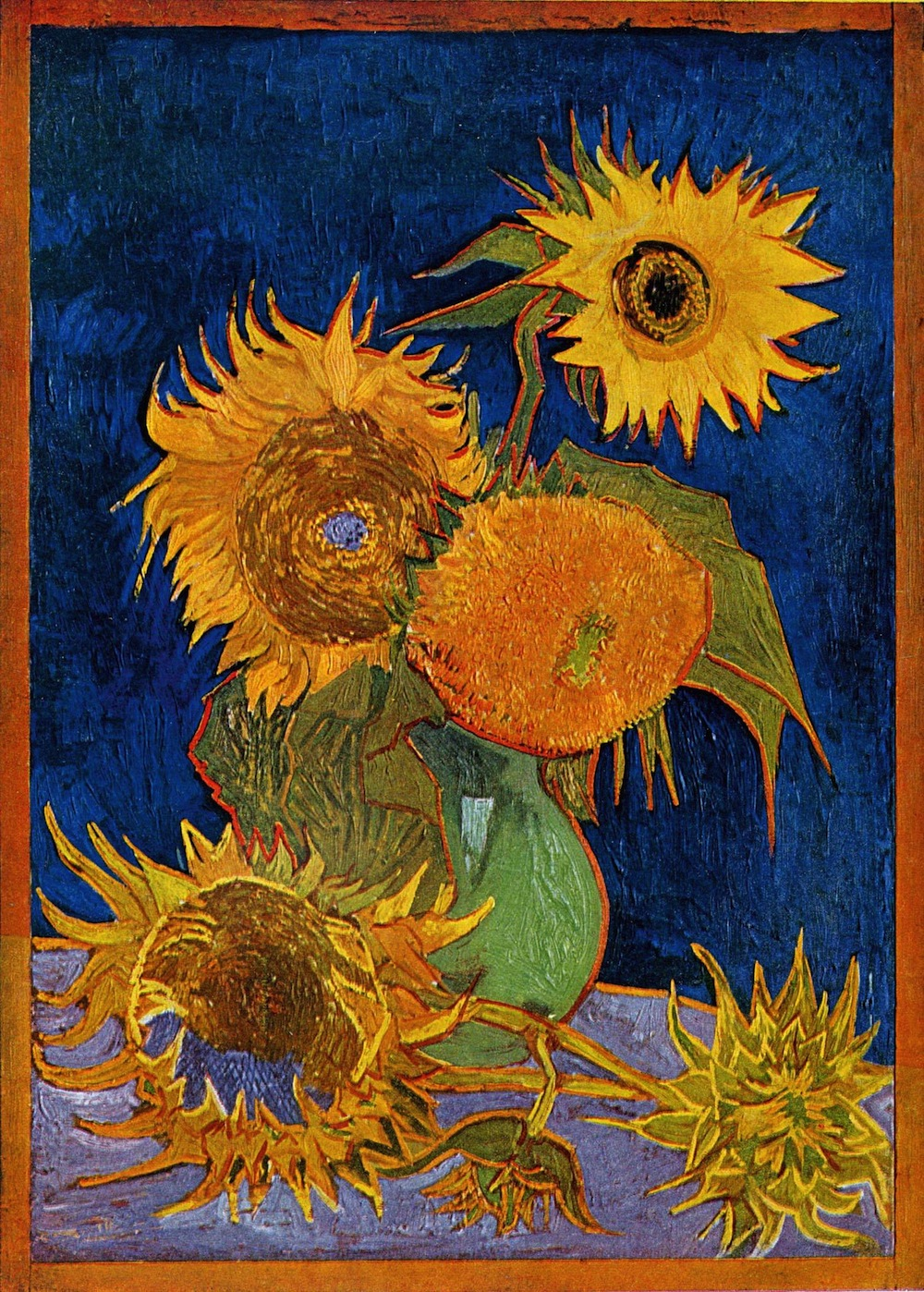
Solrosor, andra versionen: royal-blå bakgrund. Tidigare privat samling, Japan, förstörd av eld i andra världskriget den 6 augusti 1945.
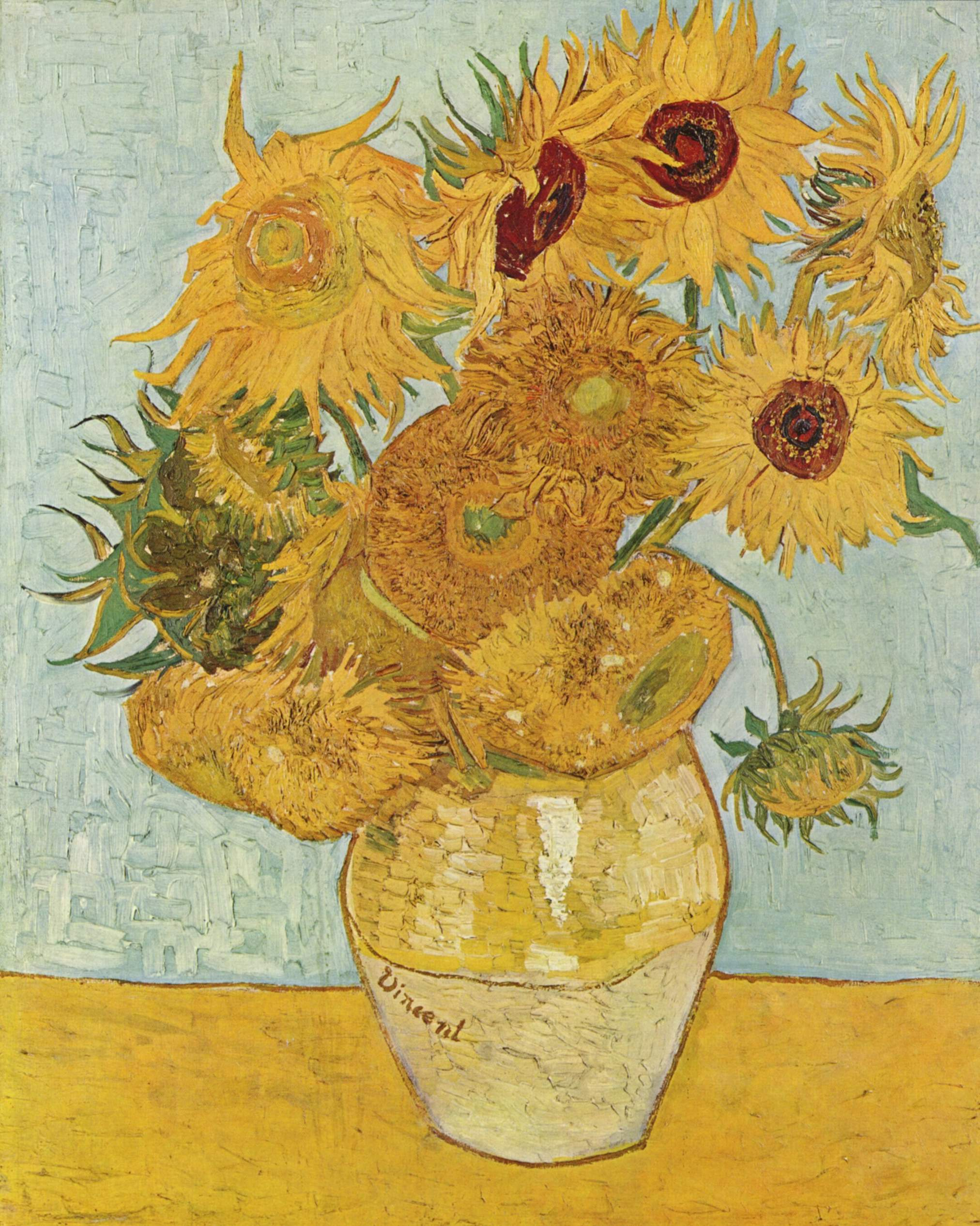
Stilleben med tolv solrosor, tredje versionen: blågrön bakgrund, 1888. Neue Pinakothek, München.
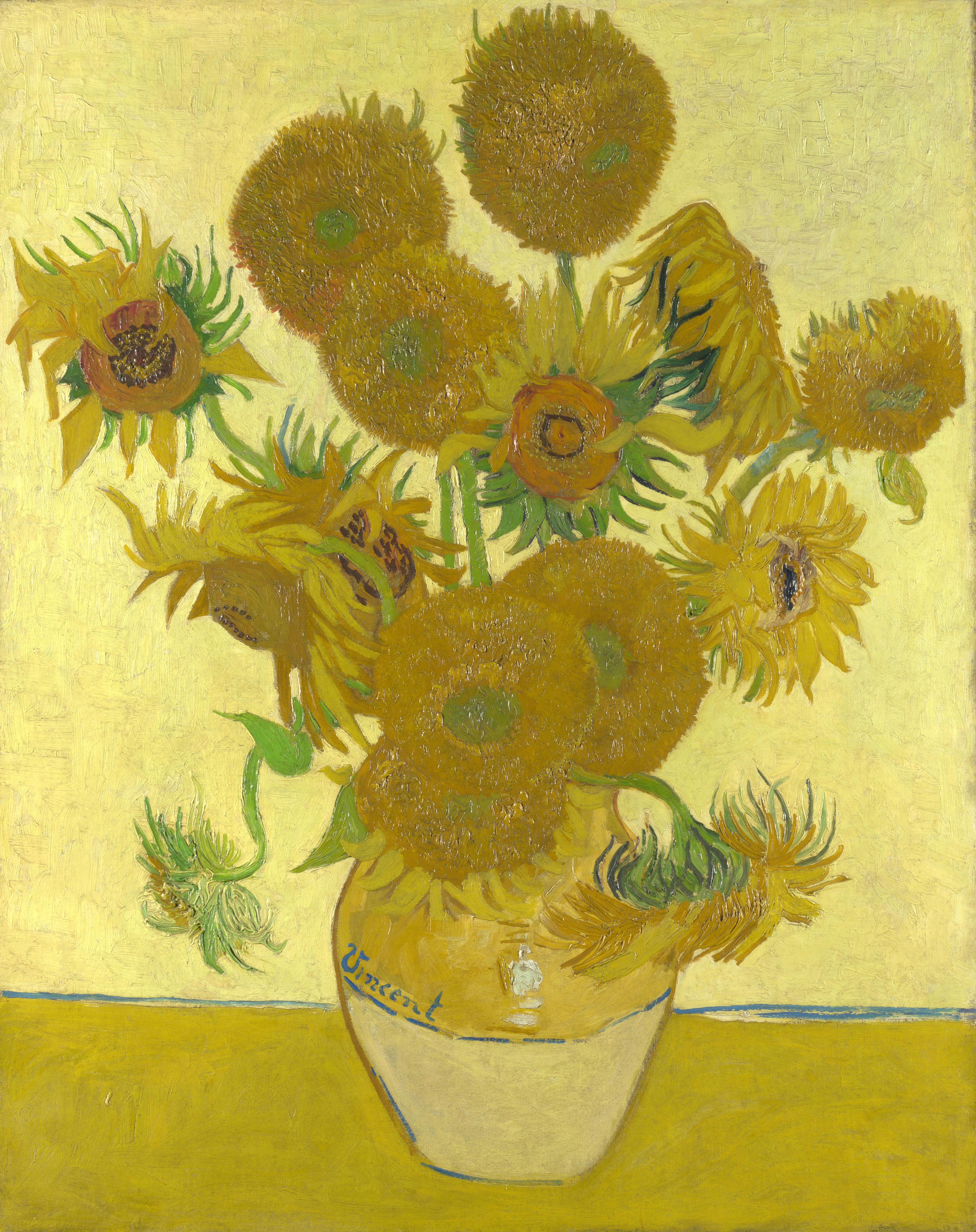
Stilleben med fjorton solrosor, 1888. National Gallery, London.

### Auvers (1890)

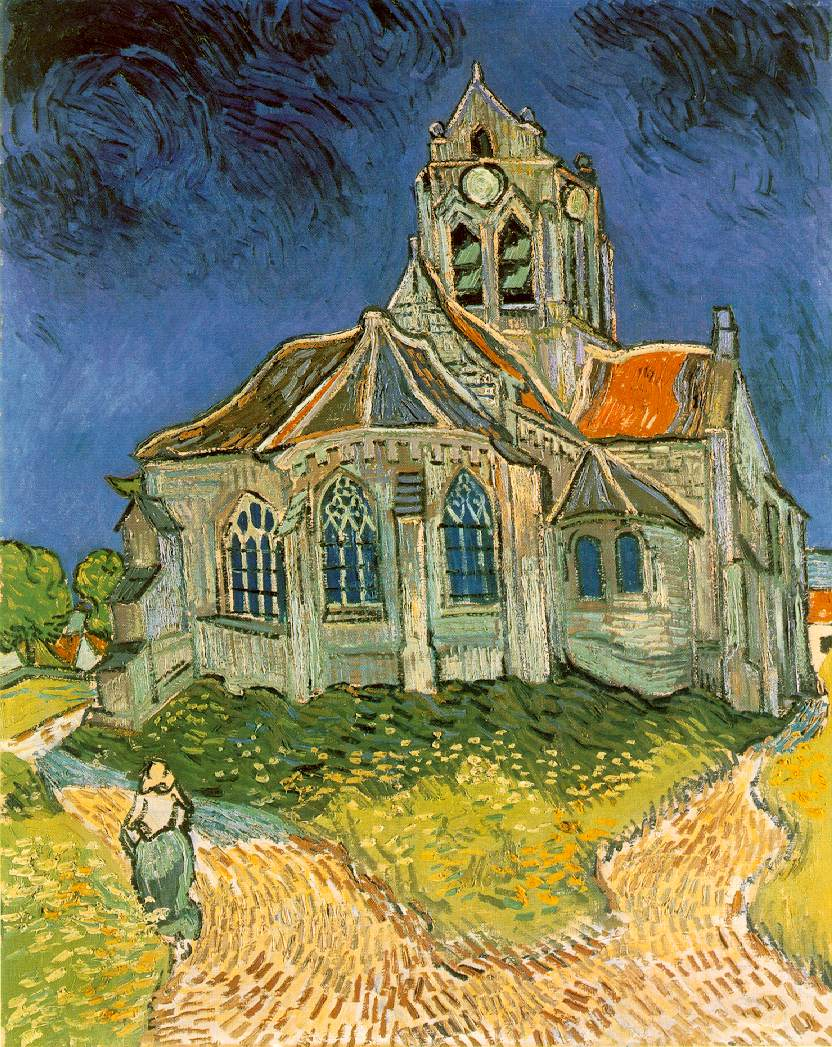
Kyrkan i Auvers, 1890. Musée d'Orsay, Paris.
Vitt hus nattetid, 1890.
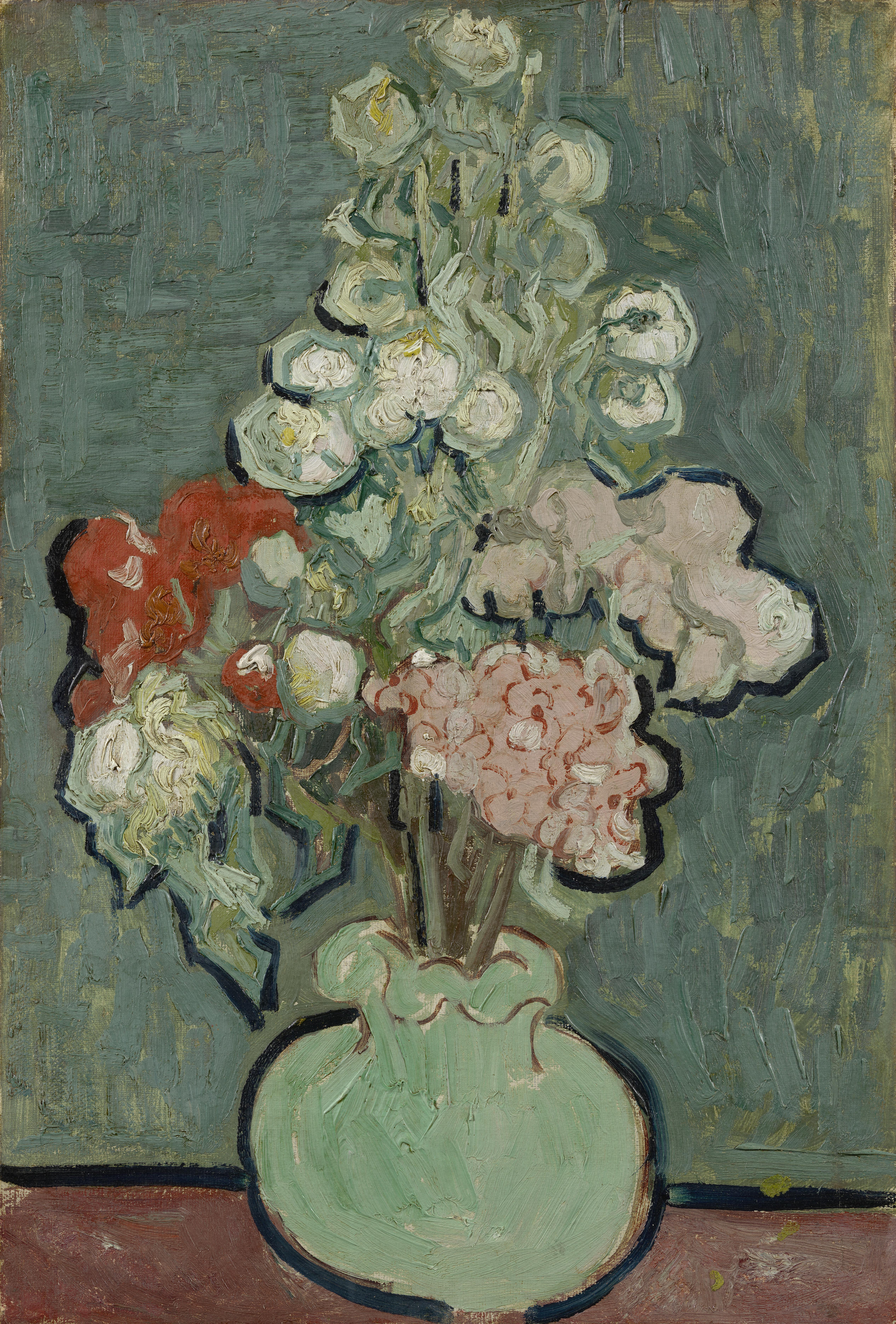
Vas med blommor, 1890. van Gogh-museet, Amsterdam.
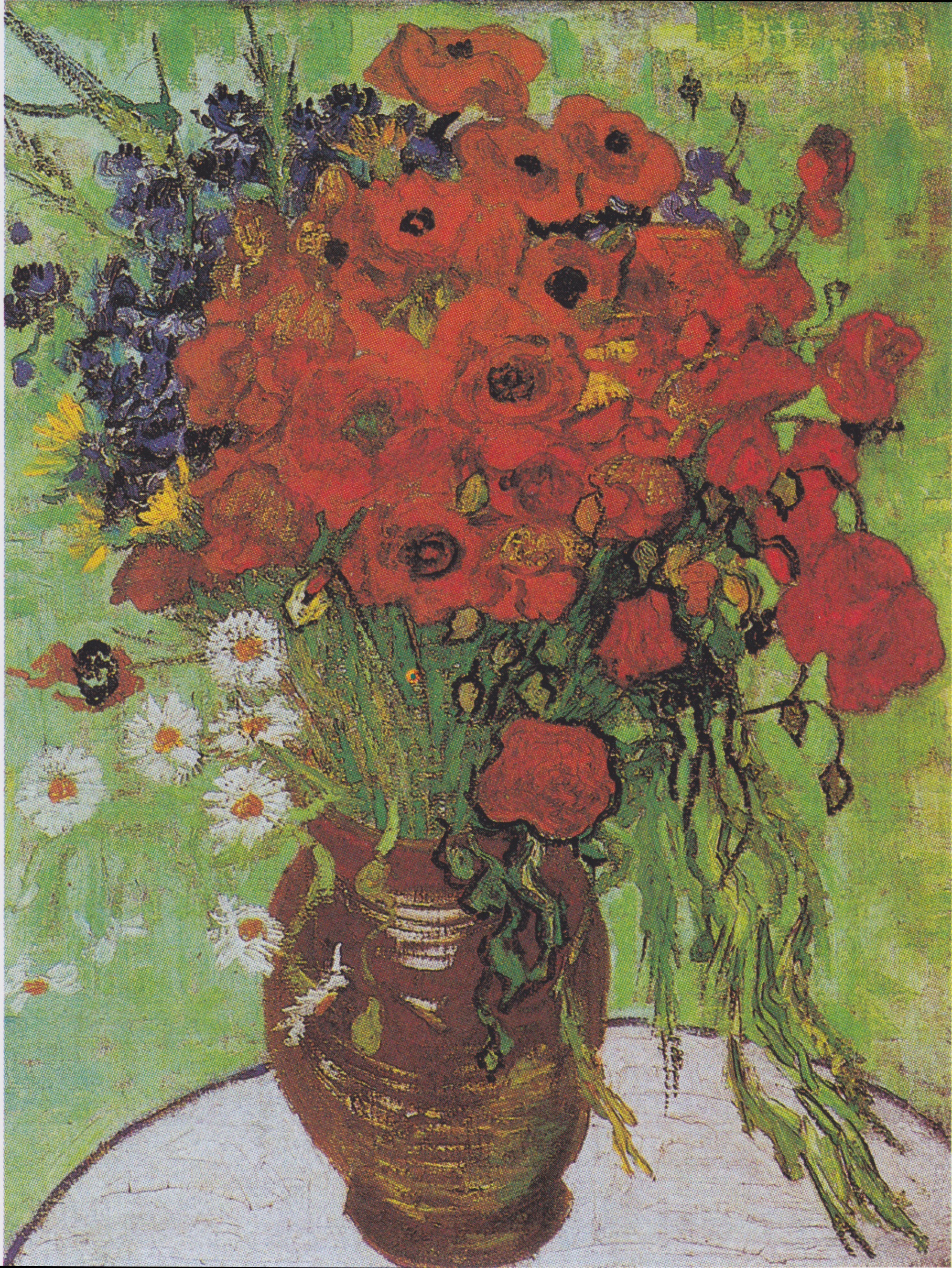
Vas med blåklint och vallmo, 1890. Privat samling.

## Representation
Vincent van Gogh finns representerad i Norden vid Nationalmuseum, Göteborgs konstmuseum, Nasjonalmuseet, Ateneum och Ny Carlsberg Glyptotek. Bland övriga museer märks British Museum, Victoria and Albert Museum, Metropolitan Museum, Museum of Modern Art, Museum Boijmans Van Beuningen, Cleveland Museum of Art, Nelson-Atkins Museum of Art, Art Institute of Chicago, Philadelphia Museum of Art, Minneapolis Institute of Art, Tate Modern, National Gallery of Art, Saint Louis Art Museum, Yale University Art Gallery, Museo Thyssen-Bornemisza, Städel, Museum of Fine Arts, Boston, J. Paul Getty Museum, Österreichische Galerie Belvedere, Museum of Modern Art, Kamakura and Hayama, Brooklyn Museum, Pinakothek der Moderne, Kunstmuseum Basel, Albright-Knox Art Gallery,
Musée d'Orsay, Musée Rodin, 
National Gallery London och Van Gogh-museet.

## I populärkulturen
Det har skrivits ett flertal böcker, komponerats musik och spelats in filmer om Vincent van Gogh, här följer ett urval.
- 1971 skrev sångaren Don McLean balladen "Vincent" (även känd som "Starry Starry Night") för att hedra van Gogh.
- 1956 hade filmen Han som älskade livet premiär. Regisserad av Vincente Minnelli och George Cukor, med Kirk Douglas i rollen som Vincent van Gogh och Anthony Quinn som Paul Gauguin. Filmen nominerades till fyra Oscars.
- 1990 hade Akira Kurosawas film Drömmar premiär, i vilken Martin Scorsese spelade rollen som van Gogh i en sekvens.
- 1990 hade regissören Robert Altmans skildring av Vincent van Goghs liv premiär, med filmen Vincent & Theo. I rollen som van Gogh ses Tim Roth och som hans bror Theo van Gogh ses Paul Rhys.
- 2017 hade den experimentella animerade biografiska filmen Loving Vincent premiär, vilken särskilt fokuserar på omständigheterna kring van Goghs död. Filmens 65 000 bildrutor är handmålade av 125 professionella konstnärer, däribland användes över 120 av van Goghs egna verk som förlagor.
- 2018 gestaltar Willem Dafoe konstnären i filmen Vincent van Gogh – Vid evighetens port, i regi av Julian Schnabel. Dafoe Oscarnominerades för rollen.

## Eftermäle
Nedslagskratern Van Gogh på planeten Merkurius och asteroiden 4457 van Gogh är uppkallad efter honom.